# Le Bosc-du-Theil
Le Bosc-du-Theil é uma comuna francesa na região administrativa da Normandia, no departamento de Eure. Estende-se por uma área de 20.11 km². Em 2010 a comuna tinha 1 337 habitantes (densidade: 66,5 hab./km²).
Foi criada em 1 de janeiro de 2016, após a fusão das antigas comunas de Le Gros-Theil e Saint-Nicolas-du-Bosc.